# فيلي لي روز
فيلي لي روز (بالإنجليزية: Willie Lee Rose)‏ هي مؤرخة أمريكية، ولدت في 18 مايو 1927 في Moneta, Virginia ‏ في الولايات المتحدة، وتوفيت في 20 يونيو 2018.